# Bretagne-klass
Bretagne-klass var en klass av franska slagskepp, omfattande fartygen Bretagne, Provence och Lorraine.
1912 antogs ett program för att återge Frankrike ställningen som en av de ledande sjönationerna i världen. Enligt programmet skulle 17 nya slagskepp byggas, tre fartyg skulle ingå i den första serien och medel för dessa avsattes redan i 1912 års budget. Redan under planeringen av de senare fartygen i Courbet-klassen hade tankar på att öka kalibern i huvudartilleriet till 340 mm förts fram. Då hade det inneburit för stora modifieringar av fartygen och en orimlig försening av projektet, men nu ansågs det som den självklara kalibern på huvudartilleriet. Utifrån de specifikationer som ställdes på begränsning av deplacement och mått tilläts endast fem dubbeltorn för huvudartilleriet. Även det var mycket lite utrymme och gav upphov till kraftiga begränsningar av pansaret. 
Bretagne som bygges i Brest kölsträcktes 1 juli 1912, sjösattes 21 april 1913, och levererades till flottan i september 1915. Provence som byggdes i Lorient kölsträcktes 1 mars 1912, sjösattes 20 april 1913 och levererades till flottan i juni 1915 medan Lorraine som byggdes i Saint-Nazaire kölsträcktes 1 augusti 1912, sjösattes 30 september 1913 och levererades till flottan i juli 1916.
Alla tre fartygen opererade under första världskriget i Medelhavet men kom inte att avlossa en enda salva mot fienden under kriget. Provence deltog september-oktober 1916 i operationen då den grekiska flottan neutraliserades och överfördes till fransk kontroll, samt deltog 1 december 1916 vid landstigningen i Aten. Lorraine säkrade 1919 överlämningen av den österrikisk-ungerska flottans överlämnande till de allierade, Provence deltog 1919 i interventionen mot Sovjetunionen i Svarta havet.
Efter kriget genomgick fartygen en ombyggnad, Bretagne 1919-1920, Lorraine 1921-1922 och Provence 1922-1923. De fyra förliga 138 mm pjäserna demonterades för att göra förskeppet lättare, tornen för pjäserna i huvudartilleriet moderniserades och elevationen ökades och ett nytt eldledningssystem installerades. Vidare höjdes den förliga skorstenen och vardera fartyget försågs med fyra 75 mm luftvärnspjäser. En ny ombyggnad genomfördes 1924-1925 på Bretagne, 1924-1926 på Lorraine och 1925-1927 på Provence. Nu tog man bort plåtarna i delar av pansarbältet i föret för att göra förskeppet lättare. Fyra av ångpannorna ändrades till oljeeldning och elevationen i huvudartilleriet ökades ytterligare. En tredje ombyggnad genomfördes 1929-1931 på Lorraine, och 1931-1934 på Provence och Bretagne. Nu byttes propellermaskineriet ut mot ett nytt med oljeeldade ångpannor och de direktverkande ångturbinerna ersattes av växlade Parsonturbiner. På Bretagne och Provence ersattes de aktre fyra 138 mm pjäserna med 75 mm luftvärnspjäser samtidigt som de äldre luftvärnspjäserna som tidigare monterats ersattes med modernare av modell 1922. Vidare utrustades fartygen med vardera 2 x 4 13,2 mm Hotchkiss luftvärnskulsprutor. Vidare togs fartygens undervattenstorpedtuber bort. Lorraine genomgick ytterligare en ombyggnad 1934-1935 då även dess fyra aktre 138 mm pjäser ersattes. Man tog nu även bort det mittersta kanontornet och ersatte det med en hangar för fyra sjöflygplan och monterade en 23 meter lång katapult. Det innebar även att den förliga skorstenen måste minskas och den andra skorstenen flyttas fem meter akterut. På Lorraine monterades i stället för 75 mm luftvärnspjäser fyra dubbla 100 mm pjäser.
Fartygen tjänstgjorde under mellankrigstiden mestadels i Medelhavet. Bretagne ingick 1934-1935, Lorraine 1936-1939 och Provence 1934-1939 i Atlantflottan. 1936 kolliderade Lorraine med jagaren Foudroyant och erhöll allvarliga skador. 1936-1937 deltog alla fartygen i noninterventionspatrullering på spanska vatten under Spanska inbördeskriget. I maj 1937 deltog Lorraine och Bretagne i evakueringen av civilbefolkning från Bilbao. Vid utbrottet av andra världskriget ingick alla fartygen i den franska högsjöflottan och låg baserade i Toulon.
Bretagne genomgick från december 1939 till mars 1940 reparation i docka i Toulon. 11-22 mars gick hon med guld ur den franska nationalbankens reserv till Halifax i Kanada. På återresan 29 mars-8 april eskorterade hon en konvoj av flygplan som inköpts i USA. 29 april överfördes Bretagne till Styrka X som var avsedd att operera i östra Medelhavet. 3 maj anlände hon till Alexandria. Sedan man börjat befara Italiens inträde i kriget gick Bretagne 20-27 maj till Mers-el-Kébir. Här befann sig fartyget vid brittiska Styrka H:s angrepp. Hon träffades av fyra projektiler från slagskeppet Resolution vilket orsakade en explosion i de aktra ammunitionsdurkarna och fick fartyget att kantra och sjunka. 977 besättningsmän omkom. Vraket bärgades och höggs upp 1952.
Lorraine var vid krigsutbrottet flaggskepp för 2. slagskeppsdivisionen. I slutet av 1939 eskorterade hon konvojer i västra Medelhavet. 13 november-1 december förde hon guld från Toulon till Halifax i Kanada och medförde på återresan 14-27 december en konvoj lastad med flygplan inköpta i USA. Från januari till april 1940 genomgick Lorraine reparation i Toulon. Hon sändes med Styrka X till Alexandria dit hon anlände 3 maj. Fartyget deltog 14 juni i operationer vid Tolvöarna och 21 juni i beskjutningen av Bardia. 4 juli 1940 avrustades Lorraine tillsammans med de tunga kryssarna Duquesne och Tourville samt den lätta kryssaren Duguay Trouin i Alexandria, men förblev under fransk kontroll. Där låg fartygen till december 1942, då eskaderkommandot beslöt att de skulle ansluta sig till de allierade. I november 1942 genomgick hon översyn i docka. Lorraine tillfördes 17 maj 1943 Styrka X inom den franska flottan i Nordafrika. 22 juni passerade hon genom Suezkanalen och gick sedan runt Afrika till Dakar. 2 december 1943 gick hon in i Mers-el-Kébir för reparation. 7 augusti gick hon till Neapel för att delta i den allierade landstigningen i södra Frankrike. 8-11 september ingick hon i styrka TF.86 och användes flera gånger för beskjutning av landmål, totalt avlossade hon runt 1.000 granater. 13 september anlöpte Lorraine Toulon under högtidliga former. Efter att ha blivit flaggskepp för styrkan FNTF gick hon 20/11-5/12 till Plymouth och undergick i januari 1945 dockning i Portsmouth. 23/2-13/4 låg hon i Cherbourg, och gav den följande tiden understöd åt marktruppernas framryckning vid Royan, Ponte de Grave och Ile d'Oleron. Vid krigsslutet låg hon förlagd i Brest. I juni 1945 gick Lorraine till Toulon, där hon kom att användas som fast artilleriskolfartyg. I februari 1947 gjordes hon om till logementsfartyg. 17 februari 1953 strök hon ur flottans rullor och såldes 18 december till skrotning. I januari 1954 bogserades hon till Pergayon utanför Toulon där hon skrotades.
Provence var vid utbrottet av andra världskriget flaggskepp för Högsjöflottan. 31/8-3/9 eskorterade hon en konvoj med trupptransportfartyg till Korsika. 15 oktober blev hon flaggskepp för 2. slagskeppsdivisionen. Provence reparerades 21/10-2/12 i docka i Toulon, och överfördes därefter till Styrka Y, som sattes att bekämpa tyska rajdfartyg i Sydatlanten, men skadades under överfarten till Gibraltar i en storm och fick återvända till Toulon. I början av 1940 opererade hon inom Styrka Y med bas i Dakar. 23/1-15/2 gav hon skydd åt konvojfartyg med flygplan från New York till Casablanca. 11-14/4 gick Provence från Dakar till Oran och överfördes därefter till Styrka X, och ankom 3 maj 1940 till Alexandria. 20-27/5 gick hon tillsammans med Bretagne från Alexandria till Mers-el-Kébir för att därifrån operera mot den italienska flottan i Medelhavet. Under det brittiska angreppet mot Mers-el-Kébir 3 juli blev hon angripen av de brittiska slagskeppen Hood, Resolution och Valiant. Provence besvarade elden och han avfyra 22 projektiler men träffades av två 381 mm projektiler. Den ena fick torn 4 att låsa sig och torn 3 att försättas ur stridbart skick. På grund av brand vattenfylldes de aktra ammunitionsdurkarna och fartyget sattes på grund på motsatta sidan av hamnen. Två besättningsmän omkom. 6 juli angreps Provence av torpedflygplan av typen Swordfish från hangarfartyget Ark Royal men undgick skador. Fartyget reparerades fram till september 1940. 6-8 november 1940 gick Provence till Toulon där hon användes som logementsfartyg för demobiliserade sjömän i reserven och repatrierade från Tyskland. 1 1942 blev hon flaggskepp för en skoldivision. 27 november 1942 sänktes Provence av sin besättning i hamnen. 11 juli 1943 bärgades hon av italienska bärgare och lämnades till upphuggning. Två av pjäserna användes vid kustbatteri Cepet i närheten av staden. När tyskarna drog sig tillbaka från Toulon sänktes skrovet på nytt. Det bärgades i april 1949 och lämnades till skrotning.